# (466677) 2014 WG217
(466677) 2014 WG217 es un asteroide perteneciente al cinturón de asteroides, descubierto el 25 de septiembre de 2006 por el equipo Spacewatch desde el Observatorio Nacional de Kitt Peak (Arizona, Estados Unidos).